# Anna Faris
Anna Kay Faris (Baltimore, 29 de Novembro de 1976) é uma atriz, comediante e produtora norte-americana. Ela ganhou destaque por seu trabalho em papéis cômicos, especialmente com o papel principal de Cindy Campbell na série de filmes Todo Mundo em Pânico (2000–2006).
Seus créditos cinematográficos também incluem Garota Veneno (2002), Apenas Amigos (2005), Minha Super Ex-Namorada (2006), Smiley Face e Mama's Boy (ambos de 2007), A Casa das Coelhinhas (2008), Qual é o Seu Número? (2011), O Ditador (2012) e Overboard (2018). Ela também teve papéis de dublagem nas franquias de filmes Tá Chovendo Hambúrguer (2009–2013) e Alvin e os Esquilos (2009–2015).
Na televisão, ela teve um papel recorrente como Erica na temporada final do seriado Friends (2004) e estrelou como Christy Plunkett no seriado Mom (2013–2020).

## Primeiros anos de vida
Faris nasceu em Baltimore, Maryland. Filha de Karen, uma professora de educação especial e Jack Faris, um sociólogo que trabalhou na Universidade de Washington e dirigiu a Associação de Biotecnologia e Biomédica de Washington. Ela tem um irmão mais velho, Robert, que também é sociólogo e professor da Universidade da Califórnia. Faris cresceu em Edmonds, Washington. Aos seis anos, seus pais a matricularam em uma aula de teatro comunitária para crianças, pois ela gostava de assistir as peças e, eventualmente, produzia seu próprio teatro com amigos da vizinhança. Ela fez sua primeira peça profissional aos nove anos de idade. Enquanto estava no ensino médio, Faris apareceu em um comercial de televisão para uma marca de iogurte congelado e em um vídeo de treinamento da Red Robin.
Ela se formou no ensino médio em 1994, e frequentou a Universidade de Washington, onde se formou em literatura inglesa em 1999. Depois da faculdade, ela se mudou para Los Angeles e trabalhou como recepcionista em uma agência de publicidade.

## Carreira
Seu primeiro papel no cinema foi em 1999, no filme de terror independente Lovers Lane, interpretando uma líder de torcida. O primeiro papel de destaque de Faris veio em 2000, quando ela estrelou o filme de comédia satírica Scary Movie, interpretando Cindy Campbell, uma paródia da personagem Sidney Prescott (Neve Campbell) no thriller de terror Scream. O filme foi um grande sucesso comercial, e ela posteriormente reprisou seu papel em três sequencias. Mais tarde, em 2002, ela estrelou ao lado de Rob Schneider e Rachel McAdams na comédia The Hot Chick, sobre uma adolescente cuja mente é magicamente trocada pela de um criminoso de 30 anos. 

Em 2003, ela foi "escalada de última hora" para o drama de Sofia Coppola, Lost in Translation, onde interpretou uma atriz "alegre e extrovertida" que se envolve com o personagem de Bill Murray. Em 2004, ela interpretou a personagem Erica, mãe dos bebês gêmeos que são adotados pelo casal Chandler e Monica, no final da temporada da sitcom Friends.

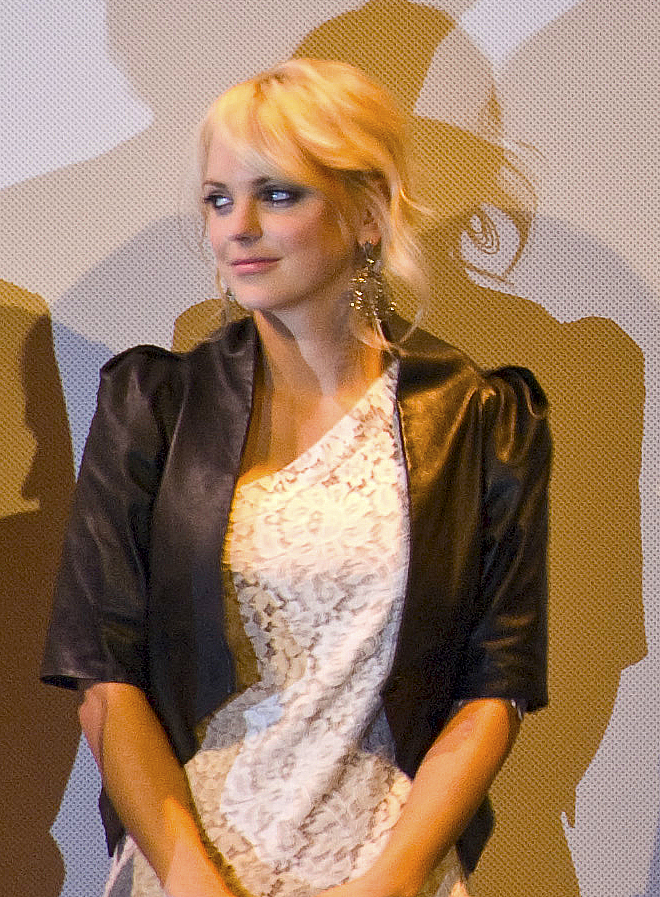
Faris na South by Southwest Festival em 2009.

Em 2005, Faris atuou na comédia independente Waiting... com Ryan Reynolds e Justin Long, e apareceu novamente ao lado de Reynolds em Just Friends, desempenhando o papel de uma cantora de pop emergente e obcecada por si mesma chamada Samantha James. Ela também Interpretou Lashawn Malone, um breve papel no drama Brokeback Mountain. Em 2006, Faris atuou com Uma Thurman e Luke Wilson na comédia My Super Ex-Girlfriend. Faris e Thurman foram indicadas ao MTV Movie Award de Melhor Luta.
Em 2007, ela participou da comédia Mama's Boy ao lado de Jeff Daniels e Diane Keaton, e também estrelou o filme Smiley Face, como uma jovem que tem uma série de desventuras depois de comer um grande número de cupcakes misturados com cannabis. As críticas a performance de Faris foram amplamente positivas, e ela ganhou um "Stoner do Ano" no Stony Awards, da revista High Times.
Em 2008, ela produziu e atuou em The House Bunny, no qual recebeu uma indicação ao MTV Movie Award de "Melhor Performance Cômica". Também participou de 3 episódios da série da HBO, Entourage. Faris co-estrelou o filme Observe and Report em 2009. Depois disso, ao lado de Bill Hader emprestou sua voz para o filme de animação, Cloudy with a Chance of Meatballs, onde desempenhou papel da repórter, Sam Sparks. Em 2010, estrelou em Yogi Bear, interpretando Rachel Johnson, uma documentarista da natureza que segue as palhaçadas de um urso na ficção de Jellystone Park.
Em 2011, ela apareceu na comédia Take Me Home Tonight, interpretando a irmã gêmea de Topher Grace. Ainda em 2011, ela estrelou a comédia romântica What's Your Number?, ao lado de Chris Evans. Em 2012, ela estrelou ao lado de Sacha Baron Cohen o filme The Dictator. Em 2013, ela apareceu no filme de comédia Movie 43 ao lado de seu então marido Chris Pratt, e reprisou sua personagem Sam Sparks na animação Cloudy with a Chance of Meatballs 2.
Em 23 de setembro de 2013, Faris estreou no papel principal da série de comédia da CBS Mom, interpretando Christy, uma mãe solteira recém-sóbria que tenta recompor sua vida, enquanto tenta lidar com sua degenerada mãe, interpretada por Allison Janney. Ao longo de suas oito temporadas, a comédia se tornou a terceira sitcom mais assistida na televisão estadunidense. Faris foi indicada a um Prism Award e a três People's Choice Awards. Em 2020, ela deixou o programa após sete temporadas.
Em novembro de 2015, ela lançou seu podcast Unqualified, focado em conselhos e entrevistas com celebridades e profissionais especializados nos assuntos abordados. Em outubro de 2017, Faris publicou seu primeiro livro de memórias, Unqualified, que se tornou um best seller na Amazon. Em 2018, estrelou a comédia Overboard, um remake do filme de 1987 de mesmo nome.

## Vida pessoal
Durante as filmagens do Lovers Lane, Faris conheceu seu primeiro marido, Ben Indra. Eles começaram a namorar naquele ano e se casaram em junho de 2004. Ela pediu o divórcio em abril de 2007, citando diferenças irreconciliáveis. Como parte de seu acordo de divórcio, Faris concordou em pagar a Indra 900 mil dólares, além de outros bens e direitos. O divórcio foi finalizado em fevereiro de 2008.
Faris conheceu seu segundo marido, o ator Chris Pratt, no set de Take Me Home Tonight. Eles ficaram noivos em janeiro de 2009, e se casaram em 9 de julho de 2009, em uma cerimônia pequena em Bali. Em 17 de agosto de 2012, nasceu Jack, o único filho do casal, que nasceu prematuro e passou um mês em terapia intensiva antes de ir para casa. Em 6 de agosto de 2017, Anna e Chris anunciaram, através das redes sociais que estavam separados. Em 16 de outubro de 2018, foi anunciado que o divórcio havia sido finalizado.
Em setembro de 2017, Faris começou a namorar o diretor de fotografia Michael Barrett, que ela conheceu enquanto trabalhava no filme Overboard. Em 2021, ela confirmou que eles se casaram em uma cerimônia no tribunal no estado de Washington.
Durante um jantar de Ação de Graças em 2019, Faris e sua família começaram a apresentar sintomas misteriosos de saúde em uma casa alugada no Lago Tahoe. Os socorristas foram chamados e detectaram níveis de monóxido de carbono seis vezes maiores que o máximo recomendado.

## Filmografia

### Filmes
| Ano  | Título                                  | Papel                 | Notas                      |
| ---- | --------------------------------------- | --------------------- | -------------------------- |
| 1996 | Eden                                    | Dithy                 |                            |
| 1999 | Skanks                                  | Dawn                  | Curta-metragem             |
| 1999 | Lovers Lane                             | Janelle Bay           |                            |
| 2000 | Scary Movie                             | Cindy Campbell        |                            |
| 2001 | Scary Movie 2                           | Cindy Campbell        |                            |
| 2002 | May                                     | Polly                 |                            |
| 2002 | The Hot Chick                           | April                 |                            |
| 2003 | Winter Break                            | Justine               |                            |
| 2003 | Lost in Translation                     | Kelly                 |                            |
| 2003 | Scary Movie 3                           | Cindy Campbell        |                            |
| 2004 | Spelling Bee                            | Jane Connelly         | Curta-metragem             |
| 2005 | Southern Belles                         | Belle Scott           |                            |
| 2005 | Waiting...                              | Serena                |                            |
| 2005 | Brokeback Mountain                      | Lashawn Malone        |                            |
| 2005 | Just Friends                            | Samantha James        |                            |
| 2006 | Scary Movie 4                           | Cindy Campbell        |                            |
| 2006 | My Super Ex-Girlfriend                  | Hannah Lewis          |                            |
| 2006 | Guilty Hearts                           | Jane Conelly          |                            |
| 2007 | Smiley Face                             | Jane F.               |                            |
| 2007 | Mama's Boy                              | Nora Flannigan        |                            |
| 2008 | The House Bunny                         | Shelley Darlington    | Também produtora           |
| 2008 | The Spleenectomy                        | Danielle / Dr. Fields | Curta-metragem             |
| 2009 | Frequently Asked Questions              | Cassie                |                            |
| 2009 | Observe and Report                      | Brandi                |                            |
| 2009 | Cloudy with a Chance of Meatballs       | Sam Sparks            | Voz                        |
| 2009 | Alvin and the Chipmunks: The Squeakquel | Jeanette Seville      | Voz                        |
| 2010 | Yogi Bear                               | Rachel Johnson        |                            |
| 2011 | Take Me Home Tonight                    | Wendy Franklin        |                            |
| 2011 | What's Your Number?                     | Ally Darling          | Também produtora executiva |
| 2011 | Alvin and the Chipmunks: Chipwrecked    | Jeanette Seville      | Voz                        |
| 2012 | The Dictator                            | Zoey                  |                            |
| 2013 | Movie 43                                | Vanessa               |                            |
| 2013 | I Give It a Year                        | Chloe                 |                            |
| 2013 | Cloudy 2: Revenge of the Leftovers      | Sam Sparks            | Voz                        |
| 2014 | 22 Jump Street                          | Anna                  | Aparição                   |
| 2015 | Alvin and the Chipmunks: The Road Chip  | Jeanette Miller       | Voz                        |
| 2016 | Keanu                                   | Ela mesma             | Participação               |
| 2017 | The Emoji Movie                         | Princesa Linda        | Voz                        |
| 2018 | Overboard                               | Kate Sullivan         |                            |
| 2022 | The Estate                              | Savannah              |                            |
| 2024 | My Spy: The Eternal City                | Nancy                 |                            |
| 2026 | Todo Mundo em Pânico 6                  | Cindy Campbell        |                            |

### Televisão
| Ano       | Título                       | Papel                  | Notas                                           |
| --------- | ---------------------------- | ---------------------- | ----------------------------------------------- |
| 1991      | Deception: A Mother's Secret | Liz                    | Telefilme                                       |
| 2002-2004 | King of the Hill             | Lisa / Hippie          | Voz, 2 episódios                                |
| 2004      | Friends                      | Erica                  | 5 episódios                                     |
| 2004      | Mad TV                       | Ela mesma              | 2 episódios                                     |
| 2005      | Blue Skies                   | Sarah                  | Telefilme                                       |
| 2007      | Entourage                    | Ela mesma              | 3 episódios                                     |
| 2008-2011 | Saturday Night Live          | Ela mesma              | 2 episódios                                     |
| 2013-2020 | Mom                          | Christy                | Papel principal (temporadas 1–7), 152 episódios |
| 2021      | HouseBroken                  | Lil' Bunny, Chartreuse | Voz, 2 episódios                                |
| 2022      | The Simpsons                 | Ashley, a hacker       | Voz, Episódio: "Lisa the Boy Scout"             |
| 2024      | It's Florida, Man            | Whitney                | Episódio: "Mermaids"                            |